# Gonzaga (Llombardia)

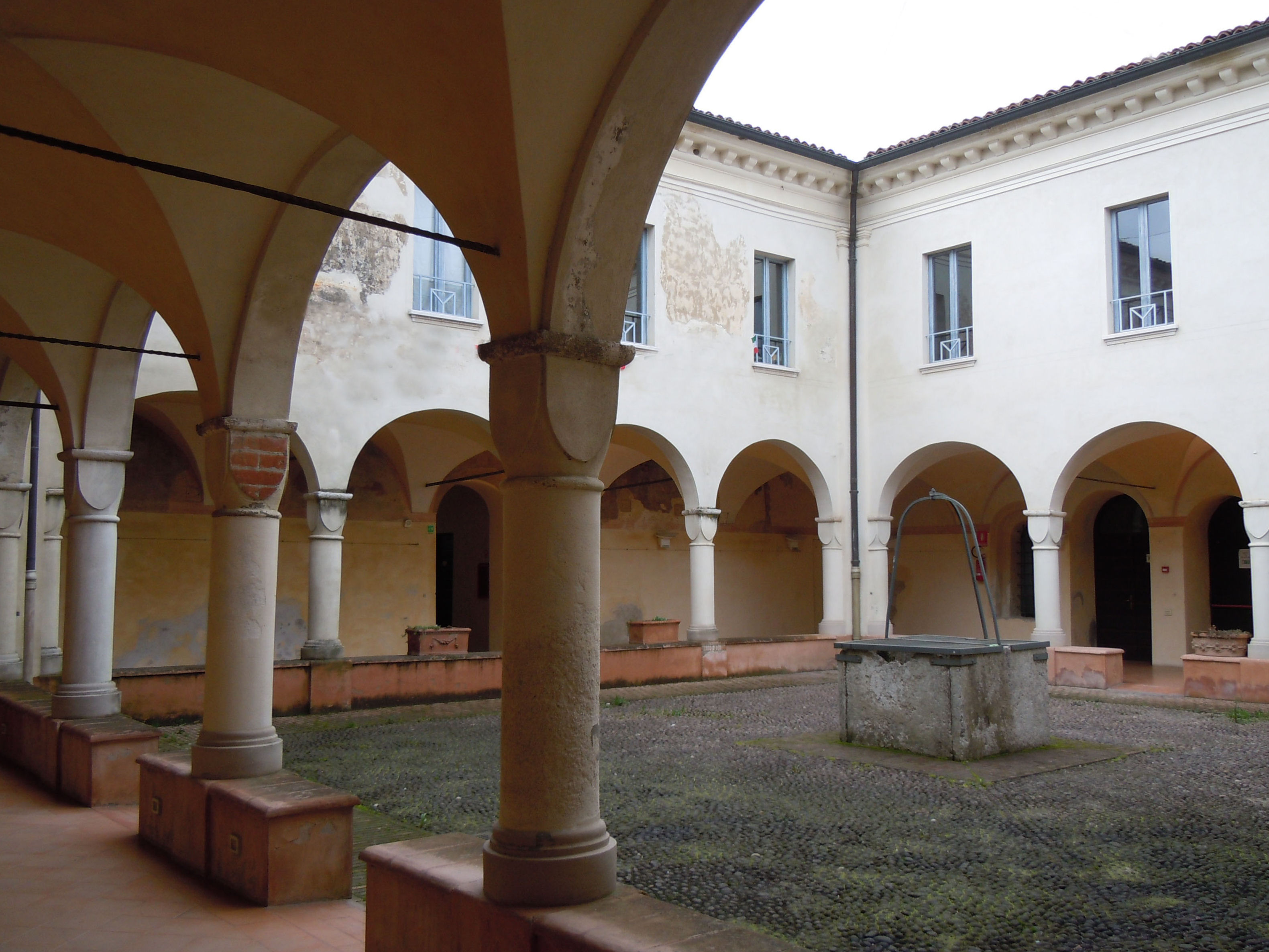
Convent de Sta. Maria

Gonzaga  és un municipi situat al territori de la província de Màntua, a la regió de la Llombardia, (Itàlia). Gonzaga limita amb els municipis de Luzzara, Moglia, Pegognaga, Reggiolo i Suzzara. Pertanyen al municipi les frazioni de Bondeno i Palidano.